# Topobea discolor
Topobea discolor är en tvåhjärtbladig växtart som beskrevs av Bénédict Pierre Georges Hochreutiner. Topobea discolor ingår i släktet Topobea och familjen Melastomataceae. Inga underarter finns listade i Catalogue of Life.